# MRPL18
MRPL18 (англ. Mitochondrial ribosomal protein L18) – білок, який кодується однойменним геном, розташованим у людей на короткому плечі 6-ї хромосоми. Довжина поліпептидного ланцюга білка становить 180 амінокислот, а молекулярна маса — 20 577.
| 10         |  | 20         |  | 30         |  | 40         |  | 50         |
| ---------- |  | ---------- |  | ---------- |  | ---------- |  | ---------- |
| MALRSRFWGL |  | FSVCRNPGCR |  | FAALSTSSEP |  | AAKPEVDPVE |  | NEAVAPEFTN |
| RNPRNLELLS |  | VARKERGWRT |  | VFPSREFWHR |  | LRVIRTQHHV |  | EALVEHQNGK |
| VVVSASTREW |  | AIKKHLYSTR |  | NVVACESIGR |  | VLAQRCLEAG |  | INFMVYQPTP |
| WEAASDSMKR |  | LQSAMTEGGV |  | VLREPQRIYE |  |            |  |            |

A: Аланін

C: Цистеїн

D: Аспарагінова кислота

E: Глутамінова кислота

F: Фенілаланін

G: Гліцин

H: Гістидин

I: Ізолейцин

K: Лізин

L: Лейцин

M: Метіонін

N: Аспарагін

P: Пролін

Q: Глутамін

R: Аргінін

S: Серин

T: Треонін

V: Валін

W: Триптофан

Кодований геном білок за функціями належить до шаперонів, рибонуклеопротеїнів, рибосомних білків. 
Задіяний у такому біологічному процесі, як транспорт. 
Білок має сайт для зв'язування з РНК. 
Локалізований у мітохондрії.